# Княтови
Княтови (пол. Kniatowy) — село в Польщі, у гміні Частари Верушовського повіту Лодзинського воєводства.
Населення — 328 осіб (2011).
У 1975-1998 роках село належало до Каліського воєводства.

## Демографія
Демографічна структура станом на 31 березня 2011 року:
|          | Загалом | Допрацездатний вік | Працездатний вік | Постпрацездатний вік |
| -------- | ------- | ------------------ | ---------------- | -------------------- |
| Чоловіки | 165     | 35                 | 113              | 17                   |
| Жінки    | 163     | 35                 | 90               | 38                   |
| Разом    | 328     | 70                 | 203              | 55                   |